# Солоненко, Александр Анатольевич
Александр Анатольевич Солоненко (р. 27 августа 1965 года) — советский, российский актёр театра и кино.

## Биография
Родился 27 августа 1965 года в городе Быхов Могилёвской области. В 1990 году закончил ЛГИТМиК по курсу И. П. Владимирова, и был принят в труппу ленинградского театра имени Ленсовета.

## Театральные работы
- «Трубадур и его друзья» (Осел)
- «Левша» (Скоморох)
- «Таланты и поклонники» (Вася)
- «Дикарь» (Хулио)
- «Снежная королева» (Разбойник)
- «Западня» (Ученик парикмахера)
- «Месяц в деревне» (Матвей)
- «Гусар из КГБ» (Виктор)
- «Если проживу лето» (Сапер, Хирург)
- «С болваном» (Референт)
- «Электра» (Эгист)
- «Кот в сапогах» (Людоед)
- «Фро» (Паровоз)
- «Мнимый больной» (Диафуарус, Пургон)
- «Варвары» (Цыганов, Исправник)
- «Душечка» (Пустовалов)
- «Добрый человек из Сычуани» (Полицейский)
- «Владимирская площадь» (Князь Валковский)
- «Трамвай «Желание» (Митч)
- «Поживем-увидим!» (Бун)
- «Последняя жертва» (Лавр Мироныч Прибытков)
- «Циники» (Сергей)
- «Смешные деньги» (Дэвенпорт)
- «Фредерик, или Бульвар преступлений» (Начальник службы безопасности)

## Фильмография
- «Уик-энд с детективом»
- «Двое из ларца»
- «Золото Наполеона»
- «Вовочка»
- «Тайны следствия»
- «Убойная сила»
- «Крот-2»
- «Улицы разбитых фонарей»
- «Хроники убойного отдела»
- «Мамочка, я киллера люблю»
- «Слепой-3»
- «Защита Красина-2»
- «Назначена награда»
- «Лучшие враги» — генерал Третьяков, начальник главка ГУВД
- «Высокие ставки»
- «Таинственная страсть»
- «Реализация» — Пичугин, полковник ФСИН
- «Проект «Анна Николаевна»» — мэр
- «Анонимный детектив» — Андрей Петрович Ильин, генерал полиции

## Награды
- 2014 году - звание «Заслуженный артист России»[1].